# Cal Forn
Cal Forn és una casa de Sisteró, al municipi dels Plans de Sió (Segarra), inclosa a l'Inventari del Patrimoni Arquitectònic de Catalunya.

## Descripció
Al carrer Major del nucli de Sisteró hi ha una casa que per la seva tipologia es podria datar a la segona meitat del segle xx. Està realitzada amb maó i paredat de pedra i presenta una estructura de planta baixa amb una petita obertura, primera planta, utilitzada com a habitatge i per la qual s'accedeix mitjançant un graonat exterior a la segona planta, utilitzada com a terrassa.
Com a element destacable, cal destacar una llinda de pedra de grans dimensions i d'una sola peça, situada a la porta d'entrada que dona accés a un petit jardí i que no forma part de l'estructura pròpia de l'habitatge citat anteriorment, situada damunt de dos pilars realitzats amb carreus de pedra de grans dimensions. A aquesta llinda hi ha dues inscripcions: a la primera, que deu correspondre a la data de construcció de l'habitatge primitiu, hi apareix el símbol de Jesucrist juntament amb l'any 1638, mentre que a la segona, corresponent a una reforma posterior, apareix en dimensions més petites l'any 1793.